# Воробьёва, Ольга Валерьевна
Ольга Валерьевна Воробьёва (урожд. Баранова, род. 12 октября 1990 в г. Абакане) — российская спортсменка, игрок в настольный теннис, член национальной сборной России. Бронзовая призёрка чемпионатов Европы 2013 и 2017 годов в командном разряде. Трёхкратная чемпионка России в одиночном разряде (2014, 2017, 2021), двукратная чемпионка России в смешанном разряде (2013, 2017), чемпионка России 2022 года в парном разряде. В 2018 году присвоено звание мастера спорта России международного класса.

## Спортивные достижения

### Чемпионаты Европы
Ольга Воробьёва является бронзовым призёром европейских чемпионатов в командном разряде 2013 и 2017 годов. Вместе с ней за сборную России выступали в 2013 году Яна Носкова, Елена Трошнева, Полина Михайлова и Анна Тихомирова, в 2017 году в состав команды входили Екатерина Гусева, Полина Михайлова, Яна Носкова и Мария Тайлакова.

### Чемпионаты России
Ольга Воробьёва — трёхкратная чемпионка России в одиночном разряде, она становилась первой в 2014, 2017 и 2021 годах. Выступая в смешанной паре с Вячеславом Буровым, выиграла первенство России в миксте в 2013 и 2017 годах. Неоднократная чемпионка России в командном разряде: в составе команды Москвы и команды Краснодарского края (2021). В 2022 году Ольга Воробьёва и Яна Носкова выиграли чемпионат России в парном разряде, до этого Ольга Воробьева неоднократно становилась призёром чемпионатов России в парном разряде, выступая вместе с Маргаритой Фетюхиной.
| Разряды | Одиночный | Парный     | Микст     | Командный |
| ------- | --------- | ---------- | --------- | --------- |
| 2010    | Бронза    |            |           |           |
| 2011    | 11        | 9—16       | Бронза    |           |
| 2012    |           | Серебро    | Бронза    |           |
| 2013    | 8         | Серебро    | Золото    |           |
| 2014    | Золото    | Бронза     | Серебро   | Золото    |
| 2015    | Бронза    | 9—16 место | Бронза    | Золото    |
| 2016    | Бронза    | Бронза     | 5—8 место | Золото    |
| 2017    | Золото    | Серебро    | Золото    | Бронза    |
| 2021    | Золото    |            |           | Золото    |
| 2022    | Серебро   | Золото     | Серебро   |           |
| 2023    | Бронза    | Серебро    |           | Бронза    |
| 2024    |           | Бронза     |           | Бронза    |

## Стиль игры
Ольга Воробьева правша, использует европейскую хватку, играет в атакующем стиле.